# Bramstrup (Nørre Lyndelse Sogn)
Bramstrup er en gammel Hovedgård, som nævnes første gang i 1424. Gården ligger i Nørre Lyndelse Sogn, Faaborg-Midtfyn Kommune. Hovedbygningen er opført i 1689 og ombygget i 1810.
Bramstrup Gods er 404 hektar med Bramstrup Mølle og Brøndgård.

## Ejere af Bramstrup
- (1424-1435) Erik Andersen Prip
- (1435-1480) Forskellige Ejere
- (1480-1490) Knud Joachimsen Reventlow
- (1490-1505) Peder Johansen Brockenhuus
- (1505-1555) Mikkel Pedersen Brockenhuus
- (1555-1570) Frands Mikkelsen Brockenhuus
- (1570-1604) Laurids Frandsen Brockenhuus
- (1604-1615) Karen Skram gift Brockenhuus
- (1615-1626) Henning Valkendorf
- (1626) Henning Henningsen Valkendorf
- (1626-1630) Adolph Philip von der Wisch
- (1630-1632) Claus von Buchwald
- (1632-1647) Holger Rosenkrantz "den rige"
- (1647-1683) Ebbe Holgersen Rosenkrantz
- (1683-1686) Abraham Podebusk
- (1686-1722) Frederik von Gersdorff
- (1722) Henrik von Scholten
- (1722-1756) Johan Frederik Brockenhuus
- (1756-1762) Caspar Christopher Brockenhuus
- (1762-1770) Vibeke Juel gift (1) Brockenhuus (2) Ahlefeldt
- (1770-1798) Hans Adolph Ahlefeldt
- (1798-1807) Søren Hillerup
- (1807-1827) Hans Jørgensen Hansen
- (1827-1848) Terman Øllegaard Hillerup
- (1848-1888) Niels Rasmussen Hellfach Langkilde
- (1888-1893) Frederik Nielsdatter Langkilde gift Langkilde
- (1893-1919) William August Langkilde
- (1919-1952) Karl Langkilde
- (1952-1989) Hans Oluf Brandt Langkilde
- (1989-) Niels Einar Langkilde